# Rocznik świętokrzyski nowy
Rocznik świętokrzyski nowy (Rocznik mansjonarzy krakowskich) – polski późnośredniowieczny rocznik.
Pierwsi niemieccy wydawcy rocznika w Monumenta Germaniae Historica nazwali go Rocznikiem świętokrzyskim od domniemanego miejsca jego powstania, opierając się na początkowych wiadomościach rocznika o klasztorze benedyktynów na Łysej Górze. Rocznikiem mansjonarzy krakowskich nazwali go Jan Dąbrowski i Gerard Labuda, uznając, że rocznik powstał w środowisku mansjonarzy katedry krakowskiej. Z racji zakończenia głównej części rocznika na śmierci królowej Jadwigi (z dynastii andegaweńskiej) i kontynuowaniu wiadomościami dotyczącymi Jagiellonów bywa też nazywany Rocznikiem andegaweńsko-jagiellońskim.
Główna część rocznika obejmuje schyłek XIV w. do roku 1399 (śmierć królowej Jadwigi). Pierwsza część oparta jest na Roczniku krótkim, rozszerzonym informacjami z innych źródeł, aczkolwiek znajduje się tu wiele nieścisłości. Ściślejsze i dokładniejsze informacje dotyczą czasów Ludwika Węgierskiego i jego córki Jadwigi. Rocznik był następnie kontynuowany w wieku XV i XVI (wojna polsko-krzyżacka 1409–1411, sprawy dynastii jagiellońskiej). Rocznik zachował się w 17 rękopisach (14 z XV w. i 3 z XVI w.), co świadczy o uznawaniu go za ważne źródło historiograficzne. Wszystkie rękopisy rocznika mają wspólną część doprowadzoną do 1399, różnią się natomiast zapiskami z późniejszych lat.